# Pimelinska kiselina
Pimelinska kiselina je organsko jedinjenje sa formulom . Derivati pimelinske kiseline učestvuju u biosintezi aminokiseline lizina. Pimelinska kiselina je za jedan metilen duža od srodne dikarboksilne kiseline, adipinske kiseline, prekurzora mnogih poliestera i poliamida.
Pimelinska kiselina se može sintetisati iz cikloheksanona i iz salicilne kiseline. Kad se polazi od salicilne kiseline, dodatni ugljenik dolazi od dimetiloksalata, koji reaguje sa enolatom.